# Giuliano Tadeo Aranda
Giuliano Tadeo Aranda (Santo André, 21 februari 1974), ook wel Magrão genoemd, is een voormalig Braziliaans voetballer.

## Carrière
Magrão speelde tussen 1992 en 2004 voor verschillende clubs, in Brazilië, Japan en Spanje.